# La Coronada
La Coronada è un comune spagnolo di 2 389 abitanti situato nella comunità autonoma dell'Estremadura.